# Frank Jackson (baloncestista)
Franklin Willis "Frank" Jackson (Washington D. C., 4 de mayo de 1998) es un baloncestista estadounidense que pertenece a los Shanxi Loongs de la CBA china. Con 1,91 metros de estatura, juega en la posición de base.

## Trayectoria deportiva

### Instituto

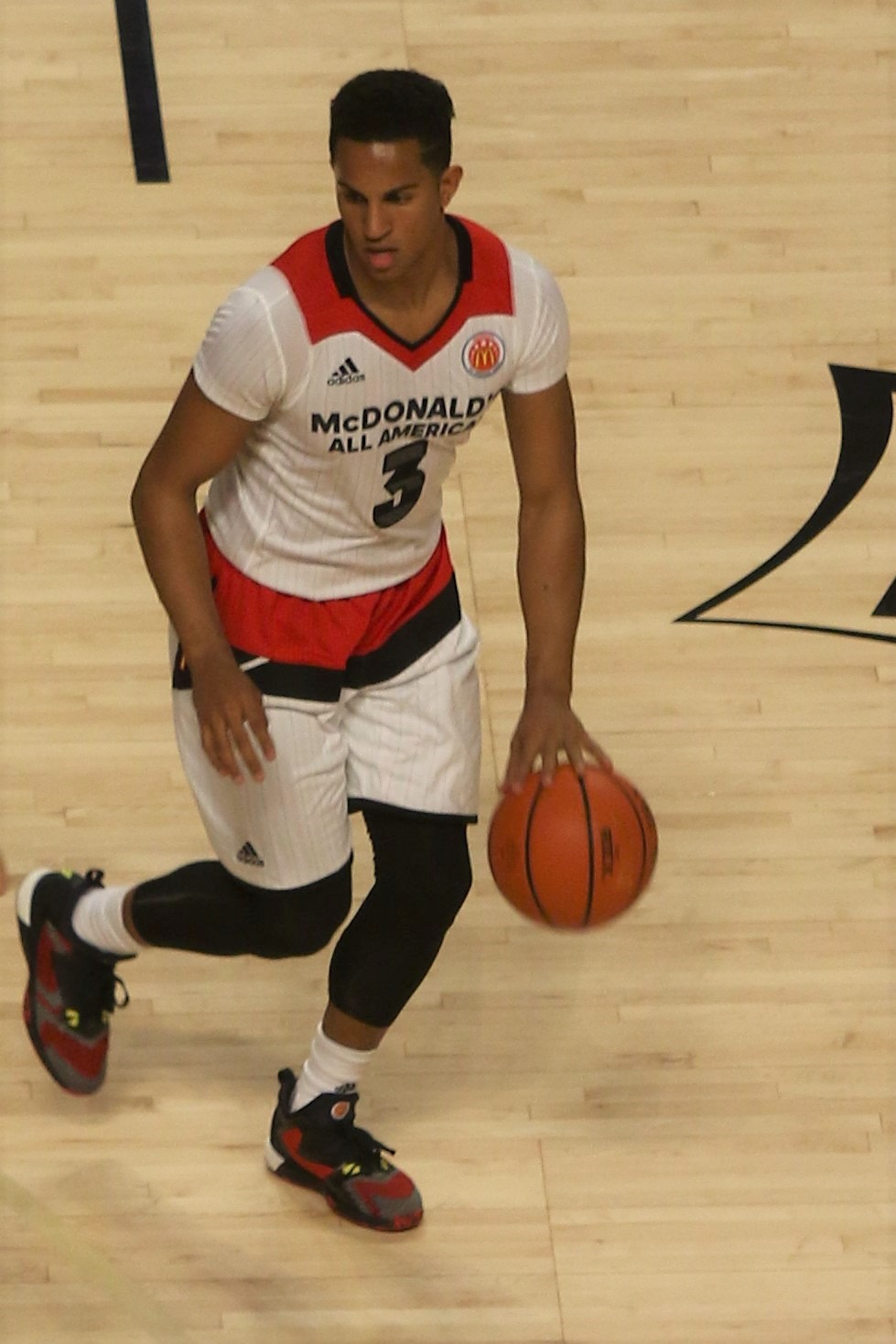
Jackson en el McDonald's All-American Game de 2016.

Asistió en su primer año de instituto al Lehi High School en Lehi (Utah), siendo transferido al año siguiente al Lone Peak High School en Highland. Allí completó sus estudios de secundaria y jugó al baloncesto, promediando en su último año 28,1 puntos, 6,4 rebotes y 3,0 asistencias, siendo elegido mejor jugador del estado de Utah. Participó en el Jordan Brand Classic y en el McDonald's All-American Game, donde logró 19 puntos en 19 minutos de juego, siendo elegido co-MVP del partido, compartiendo el galardón con Josh Jackson.

### Universidad
En septiembre de 2015 Jackson anunció que cursaría sus estudios universitarios en la Universidad de Duke y jugar a baloncesto con los Blue Devils. Jugó una única temporada, en la que promedió 10,9 puntos, 2,5 rebotes y 1,7 asistencias por partido,
En mayo de 2017 anunció su intención de presentarse al Draft de la NBA, renunciando a los tres años de carrera universitaria que le faltaban, y contratando un agente, por lo que no habría posible marcha atrás.

#### Estadísticas
| Año     | Equipo | PJ | PT | MPP  | %TC  | %3P  | %TL  | RPP | APP | ROB | TPP | PPP  |
| ------- | ------ | -- | -- | ---- | ---- | ---- | ---- | --- | --- | --- | --- | ---- |
| 2016–17 | Duke   | 36 | 16 | 24.9 | .473 | .392 | .755 | 2.5 | 1.7 | .6  | .1  | 10.9 |

### Profesional
Fue elegido en la trigésimo primera posición del Draft de la NBA de 2017 por los Charlotte Hornets, pero fue traspasado esa misma noche a los New Orleans Pelicans a cambio de la elección número 40 (Dwayne Bacon).
Después de perderse su temporada de rookie por una lesión en el pie, hizo su debut en la NBA el 17 de octubre de 2018, temporada que alternó con el equipo filial de la G League los Texas Legends.
Tras tres años en New Orleans en los que disputó 120 encuentros con el primer equipo, el 24 de noviembre de 2020, decide firmar con Oklahoma City Thunder. Pero el 21 de diciembre es cortado por los Thunder.
El 27 de diciembre firmó contrato dual con los Detroit Pistons y su filial en la G League, los Grand Rapids Drive. El 10 de agosto de 2021 firma un contrato de $6,2 millones y dos años con los Pistons.
Tras dos temporadas en Detroit, el 28 de junio de 2022 es cortado por los Pistons.
El 20 de septiembre de 2022 firma un contrato no garantizado con Phoenix Suns. Sin embargo, el 11 de octubre es cortado por los Suns después de jugar dos partidos de pretemporada.
El 23 de octubre de 2022 se unió a la plantilla de los Salt Lake City Stars de la G League.
El 22 de febrero de 2023, firmó un contrato de diez días con Utah Jazz, con los que disputó un encuentro, regresando el 4 de marzo a Salt Lake City Stars.
El 7 de julio de 2023 firma por el ASVEL Lyon-Villeurbanne de la LNB Pro A francesa, pero el 15 de noviembre, tras 6 partidos jugados en la Euroliga, rescinde su contrato que lo vincula con el club francés tras la llegada de Gianmarco Pozzecco al banquillo del equipo, que decide no contar con él.

## Estadísticas de su carrera en la NBA

### Temporada regular
| Año     | Equipo      | PJ  | PT | MPP  | %TC  | %3P  | %TL  | RPP | APP | ROB | TPP | PPP  |
| ------- | ----------- | --- | -- | ---- | ---- | ---- | ---- | --- | --- | --- | --- | ---- |
| 2018-19 | New Orleans | 61  | 16 | 19.2 | .434 | .314 | .740 | 2.2 | 1.1 | .4  | .0  | 8.1  |
| 2019-20 | New Orleans | 59  | 2  | 13.5 | .405 | .326 | .747 | 1.4 | 1.0 | .3  | .1  | 6.3  |
| 2020-21 | Detroit     | 40  | 6  | 18.5 | .457 | .407 | .813 | 2.2 | .9  | .4  | .0  | 9.8  |
| 2021-22 | Detroit     | 53  | 7  | 22.0 | .402 | .308 | .827 | 1.6 | 1.0 | .5  | .2  | 10.6 |
| 2022-23 | Utah        | 1   | 0  | 5.1  | .000 | .000 | –    | 2.0 | 1.0 | .0  | .0  | .0   |
| Total   | Total       | 214 | 31 | 18.1 | .421 | .332 | .786 | 1.8 | 1.0 | .4  | .1  | 8.5  |